# Higher (The Saturdays)
Higher è un singolo del gruppo musicale pop britannico The Saturdays, pubblicato il 31 ottobre 2010 dall'etichetta discografica Fascination.
È stato estratto dall'EP Headlines e pubblicato con una versione alternativa rispetto a quella presente nel disco, contenente anche una collaborazione con il rapper Flo Rida.
Il brano è stato scritto da Arnthor Birgisson e Ina Wroldsen e prodotto dallo stesso Birgisson e per la promozione della canzone è stato girato un video musica a Los Angeles, alla fine di agosto dello stesso anno.
Il singolo contiene come b-side il brano Had It With Today, registrata originariamente da Una Healy, uno dei membri del gruppo, per il suo EP Sorry nel 2006.
Higher ha debuttato alla decima nella classifica britannica.

## Tracce
CD singolo
1. Higher (feat. Flo Rida) - 3:19
2. Had It with Today - 3:14

EP digitale
1. Higher (feat. Flo Rida) - 3:18
2. Higher (7th Heaven Remix Radio Edit) - 3:49
3. Higher (Stonebridge Remix Radio Edit) - 3:24
4. Higher (Fascination Remix Radio Edit) - 3:36
5. Higher (Ultimate Remix Radio Edit) - 3:50 (disponibile solo su iTunes)

## Classifiche
| Classifica  | Posizione raggiunta |
| ----------- | ------------------- |
| Regno Unito | 10                  |
| Irlanda     | 11                  |